# Roger Bastide
Roger Bastide (Nîmes, 1 de abril de 1898 – Maisons-Laffitte, 10 de abril de 1974) foi um sociólogo francês.

## Carreira
Em 1938 veio, com outros professores europeus, à recém-criada Universidade de São Paulo para ocupar a cátedra de sociologia. No Brasil, estudou durante muitos anos as religiões afro-brasileiras, tornando-se um iniciado no candomblé da Bahia. Apesar de ser membro da Primeira Igreja Presbiteriana Independente de São Paulo, o sociólogo iniciou-se no Candomblé como filho de Xangô.
Uma de suas obras mais importantes é O Candomblé da Bahia, reeditada em 2001 pela editora Companhia das Letras. Outra obra que merece destaque é As Américas negras: as civilizações africanas no Novo Mundo, editada pela EDUSP em 1974.

## Formação
Formou-se pela faculdade de Letras de Bordeaux e pela Sorbonne. Antes de fixar-se no Brasil, escreveu Problèmes de la vie mystique (1931) e Éléments de sociologie (1936).
Como membro da "missão francesa" contratada para núcleo do corpo docente da Faculdade de Filosofia de São Paulo, lecionou quase vinte anos no Brasil (1937-1954), onde recebeu o título de "doutor honoris causa" pela Universidade de São Paulo. Foi membro das sociedades de sociologia e psicologia de São Paulo, de antropologia no Rio de Janeiro, de folclore no Rio Grande do Norte, e do Instituto Histórico do Ceará.
Em 1973, Bastide reeditou "Brasil, terra de contrastes". Em seguida, aposentado, trabalhou no Centro de Psiquiatria Social em Paris, fundado por ele. O seu último livro, "Sociologia da desordem mental", utilizou resultados de pesquisas deste Centro. Em 1951, recebeu o título de doutor honoris causa da Universidade de São Paulo.
Pelos serviços prestados à cultura brasileira e à cooperação cultural Brasil-França, foi agraciado com a Ordem do Cruzeiro do Sul.

## Publicações
- « Problèmes de la vie mystique » (Problemas da vida mística), 1931
- « Éléments de sociologie religieuse » (Elementos de sociologia religiosa), 1935
- « Le rire et les courts-circuits de la pensée » (O riso e os curtos-circuitos do pensamento), em Jean Pouillon e Pierre Maranda (dir.). Trocas e comunicações: misturas ofertas a Claude Lévi-Strauss por ocasião de seus 60 anos de idade, p. 953-963, La Haye ; Paris, Mouton, 1970.
- As Américas negras: as civilizações africanas no Novo Mundo (trad. de Les Amériques noires: les civilisations africaines dans le Nouveau Monde’’), EDUSP, 1974.
- Les Amériques noires, 1967, (As Américas negras), prefácio de Jean Benoist, Éditions L'Harmattan, 1996.
- Anthropologie appliquée(Antropologia aplicada), 1971, Éditions Stock, 1998.
- Art et société (Arte e sociedade), 1945, prefácio de Jean Duvignaud e Maria Isaura Pereira de Queiroz, Éditions L'Harmattan, 1997.
- Brésil, terre des contrastes (Brasil, terra dos contrastes), 1957, Éditions L'Harmattan.
- O Candomblé da Bahia (tradução: Le Candombé da Bahia), Companhia das Letras, reeditado em 2001.
- Le Candomblé da Bahia (O Candoblé da Bahia) 1958, prefácios de Fernando Henrique Cardoso, Jean Duvignaud e Jean Malaurie, edições Plon, Collection Terre humaine, 2000 e 2001, 444 páginas.
- Éléments de sociologie religieuse (Elementos de sociologia religiosa), 1935, Éditions Stock, 1997, 206 páginas
- Les Haïtiens en France (avec Françoise Morin et François Raveau) (Os Haitianos na França(com Françoise Morin e François Raveau), Éditions Walter de Gruyter, 1975.
- Initiation aux recherches sur les interpénétrations de civilisations (Iniciação às pesquisas sobre as interpenetrações de civilizações), Éditions Bastidiana, 1998.
- La Notion de personne en Afrique noire (A Noção de pessoa na África negra), 1973.
- « Le principe d'individuation. Contribution à une philosophie africaine » (O princípio da individuação. Contribuição para uma filosofia africana), colóquio internacional do Centre national de la recherche scientifique CNRS, Éditions L'Harmattan, 1993, páginas 33-43.
- Poètes du Brésil (Poetas do Brasil),(1946), traduzido por C. Ritui, Éditions Bastidiana, Hors-Série n°7, 2002.
- Poètes et Dieux. Études afro-brésiliennes  (Poetas e Deuses. Estudos afro-brasileiros), 1973, prefácio de  Roberto Motta, Editions L'Harmattan, 2002.
- Les Problèmes de la vie mystique (Problemas da vida mística), 1931, Presses universitaires de France, « Quadrige », n°226.
- Le Prochain et le lointain (O Próximo e o distante), 1970, prefácio de François Laplantine, Éditions L'Harmattan, 2001.
- Psychanalyse du Cafuné (Psicanálise do Cafuné), 1941, prefácio de François Raveau, traduzido por C. Ritui, éditions Bastidiana, 1996.
- La Psychiatrie sociale (A Psiquiatria social) (1949), Éditions Bastidiana, Hors-Série n°5, 1999.
- Les Religions africaines au Brésil (As Religiões africans no Brasil), 1960, prefácio de Georges Balandier, Presses universitaires de France, 1995.
- Le Rêve, la transe et la folie (Sonho, transe e loucura),(1972), prefácio de F. Laplantine, Éditions Le Seuil, « Point-Essais », 2003.
- Le Sacré sauvage (O Sagrado selvagem),(1975), prefácio de Henri Desroche, Éditions Stock, 1997.
- Sens et usage du terme structure dans les sciences sociales (dirigé par R.B.) (1962), « Introduction à l'étude du mot structure », Éditions Walter de Gruyter, 1972.
- Sociologie des maladies mentales (Sociologia das doenças mentais) (1965), Éditions Flammarion, 1965.
- Sociologie et psychanalyse (Sociologia e psicanálise) (1948), Presses universitaires de France, « Quadrige », 1995.
- « Mémoire collective et sociologie du bricolage »(Memória coletiva e sociologia da bricolagem), Année sociologique 1970, (retomado em Bastidiana, 1994.
- L’Ethnohistoire du nègre brésilien (A Etno-história do negro brasileiro), Bastidiana, 1993.
- Images du Nordeste mystique en noir et blanc (Imagens do Nordeste místico em preto e branco) (1945), introdução, tradução e notas de Charles Beylier, Pandora éditions, 1978.

## Publicações sobre o Brasil
- Psicologia do cafuné (1941)
- A poesia afro-brasileira (1943)
- Imagens do nordeste místico em branco e preto (1945)
- Estudos afro-brasileiros, 3 volumes (1946, 51 e 53)
- Arte e sociedade (1946)
- Sociologia e psicanálise (1948)
- Relações raciais entre negros e brancos em São Paulo (em colaboração com Florestan Fernandes)
- Brasil, terra de contrastes (1957)
- As religiões africanas no Brasil, 2 volumes (1958)

## Sobre Roger Bastide
- Mon ami Roger Bastide (Meu amigo Roger Bastide) de Paul Arbousse-Bastide, publicado em Communautés 1976.
- Œuvre brésilienne de Roger Bastide (Obra brasileira de Roger Bastide), Paris, tese de doutorado do terceiro grau, Escola de Altos estudos em ciências sociais, 1960 (xerox).
- Denise Dauty: « Roger Bastide, bibliographie »(Roger Bastide, bibliografia), 1921 - 1974. Paris, Cahiers d'anthropologie, número especial, 1978.
- Roger Bastide et le nouvel humanisme(Roger Bastide e o novo humanismo) . Paris, tese de doutorado do terceiro grau, École des Hautes Études en Sciences Sociales, 1985 (xerox).
- Henri Desroche, « Roger Bastide. L'homme et son œuvre »(Roger Bastide. O homem e sua obra). S. Paulo, Revista do Instituto de Estudos Brasileiros, USP, n. 20, 1978.
- (em português) Trindade, Liana Mª Salvia. A produção intelectual de Roger Bastide. Análise documentária e indexação. S. Paulo, Centro de Estudos de Sociologia da Arte, USP, 1985 (xerox).
- Pierre Verger, « Roger Bastide ». S. Paulo, Revista do Instituto de Estudos Brasileiros, SP, n. 20, 1978.
- Despland, Michel (2008). Bastide on Religion: The Invention of Candomble (requer pagamento) (em inglês). [S.l.]: Routledge. ISBN 978-1-315-71099-0

### Nota
- Este artigo foi inicialmente traduzido, total ou parcialmente, do artigo da Wikipédia em francês cujo título é «Roger Bastide».